# El Dorado (Kansas)
El Dorado is een plaats (city) in de Amerikaanse staat Kansas, en valt bestuurlijk gezien onder Butler County.

## Demografie
Bij de volkstelling in 2000 werd het aantal inwoners vastgesteld op 12.057.
In 2006 is het aantal inwoners door het United States Census Bureau geschat op 12.718, een stijging van 661 (5.5%).

## Geografie
Volgens het United States Census Bureau beslaat de plaats een oppervlakte van
16,6 km², waarvan 16,5 km² land en 0,1 km² water. El Dorado ligt op ongeveer 409 m boven zeeniveau.

## Plaatsen in de nabije omgeving
De onderstaande figuur toont nabijgelegen plaatsen in een straal van 24 km rond El Dorado.

## Geboren
- Mort Walker (1923-2018), striptekenaar